# Winsor Harmon
Winsor Harmon, nome completo Winsor Dewey Harmon III (Crowley, 22 novembre 1963), è un attore e cantante statunitense.

## Biografia e carriera
È noto soprattutto per avere interpretato Thorne Forrester nella celebre soap opera statunitense Beautiful (The Bold and the Beautiful), ruolo che ha ricoperto dalla fine del 1996 al 2016 ma anche nel 2022 e nel 2023. Winsor è stato il terzo attore a dare il volto al personaggio fino al 2017, quando verrà sostituito da Ingo Rademacher.
Grazie a questo ruolo è stato in nomination nel 2005 al premio Soap Opera Digest Awards, l'Oscar delle soap. Nel 2006 ha vinto il Golden Boomerang come miglior attore non protagonista.
In precedenza, aveva lavorato, tra l'altro, nella soap opera La valle dei pini (All My Children) e nel telefilm Acapulco H.E.A.T.. Prima di diventare attore, aveva fatto il modello, lavorando anche a Milano.
All'attività di attore, affianca anche quella di cantante: nel 2002 ha pubblicato l'album country Stars of Texas.

## Vita privata
Si è sposato due volte ed ha due figli, Jade Harmon e Winsor Harmon IV.

## Filmografia
- La valle dei pini (1994-1995) - soap opera
- Baywatch Nights (1996) - serie TV
- Beautiful (1996-2015, 2016, 2022, 2023, 2025) - soap opera
- Acapulco H.E.A.T. (1998) - serie TV